# Sumitomo Mitsui Financial Group
La Sumitomo Mitsui Financial Group, Inc. (SMFG; 株式会社三井住友フィナンシャルグループ?, Kabushiki kaisha mitsui sumitomo finansharu gurūpu) è una azienda giapponese attiva nel settore finanziario, tra i più grandi gruppi finanziari del Paese.

## Storia
L'azienda nasce da una riorganizzazione delle attività finanziarie della Sumitomo Mitsui Banking Corporation, a sua volta originata dalla fusione tra il polo bancario del Sumitomo Group e del Mitsui Group avvenuta nel 2001.

## Società controllate
- Sumitomo Mitsui Banking Corporation
- Sumitomo Mitsui Card Company. Limited
- Sumitomo Mitsui Finance and Leasing Co., Ltd.
- The Japan Research Institute. Limited
- SMBC Friend Securities Co., Ltd.
- Daiwa SB Investments Ltd.
- Daiwa Securities SMBC Co., Ltd.